# Влад Филат
Владимир „Влад“ Филат (молд. Vladimir Filat; Лапушна, 6. мај 1969) је био премијер Молдавије од 25. септембра 2009. године до 25. априла 2013. године. Члан је Либерално-демократске странке и Алијансе за Европске интеграције.